# Claudiano (nome)
Claudiano  è un nome proprio di persona italiano maschile.

## Varianti
- Femminili: Claudiana[2][3]

### Varianti in altre lingue
- Basco: Klaudiano
- Catalano: Claudià[4]
- Francese: Claudien
- Inglese: Claudian
- Latino: Claudianus[1][3][4]
- Polacco: Klaudian
- Portoghese: Claudiano
- Russo: Клавдиан  (Klavdian)
- Serbo: Клаудијан (Klaudijan)
- Spagnolo: Claudiano[4]

## Origine e diffusione
Deriva dal tardo latino Claudianus, un derivato del nome Claudio; si tratta, per la precisione, di un patronimico, avente quindi il significato di "relativo a Claudio", "discendente di Claudio". 
L'uso del nome è attestato, fra il 1815 e il 1923, in Trentino, periodo in cui si registrava anche il meno diffuso Magoriano (Claudiano e Magoriano furono due vescovi di Trento, che la tradizione ha reso fratelli del santo patrono trentino Vigilio).

## Onomastico
L'onomastico si può festeggiare in memoria di diversi santi, alle date seguenti:
- 4 febbraio, san Claudiano, martire con i santi Papia e Diodoro a Perge, in Panfilia, sotto Decio[7][8]
- 6 marzo, san Claudiano, martire con la moglie santa Bassa a Nicomedia[7]
- 6 marzo, san Claudiano, fratello di san Vigilio[6]
- 24 ottobre, san Claudiano, martire con san Ciriaco a Gerapoli, in Frigia[7][8]
- 25 novembre, san Claudiano, martire con altri dodici compagni in Africa[7]

## Persone
- Claudio Claudiano, poeta e senatore romano
- Claudiano Mamerto, scrittore, teologo e filosofo gallico
- Claudiano Bezerra da Silva, calciatore brasiliano